# Rudolf Zieseniss
Rudolf Zieseniss, auch Rudolf Ziesenis oder Rudolf Zieseniß (* 4. Mai 1883 in Köln; † 4. April 1959 in Düsseldorf), war ein deutscher Bildhauer und Porträtmaler.

## Leben
Zieseniss war 1902 zunächst Schüler von Hermann Volz an der Großherzoglich Badischen Kunstschule in Karlsruhe, dann von Karl Janssen an der Kunstakademie Düsseldorf bis 1911. Bereits 1907 erhielt er den Auftrag für eine Marmorstatue des Apostels Paulus für die Basilika in Trier. Im Ersten Weltkrieg leistete er Militärdienst. Danach ließ er sich wieder in Düsseldorf nieder, wo er als Bildhauer und Porträtmaler tätig war. Bei einigen Arbeiten kooperierte er mit den Architekten Rudolf Wilhelm Verheyen und Julius Stobbe. Ein Schwerpunkt seiner Arbeiten waren Darstellungen aus dem Leben der Bergarbeiter, weibliche Akte und Bildnisse. Auf der Großen Deutschen Kunstausstellung 1941 in München war er mit dem Werk Der Flieger W. vertreten.

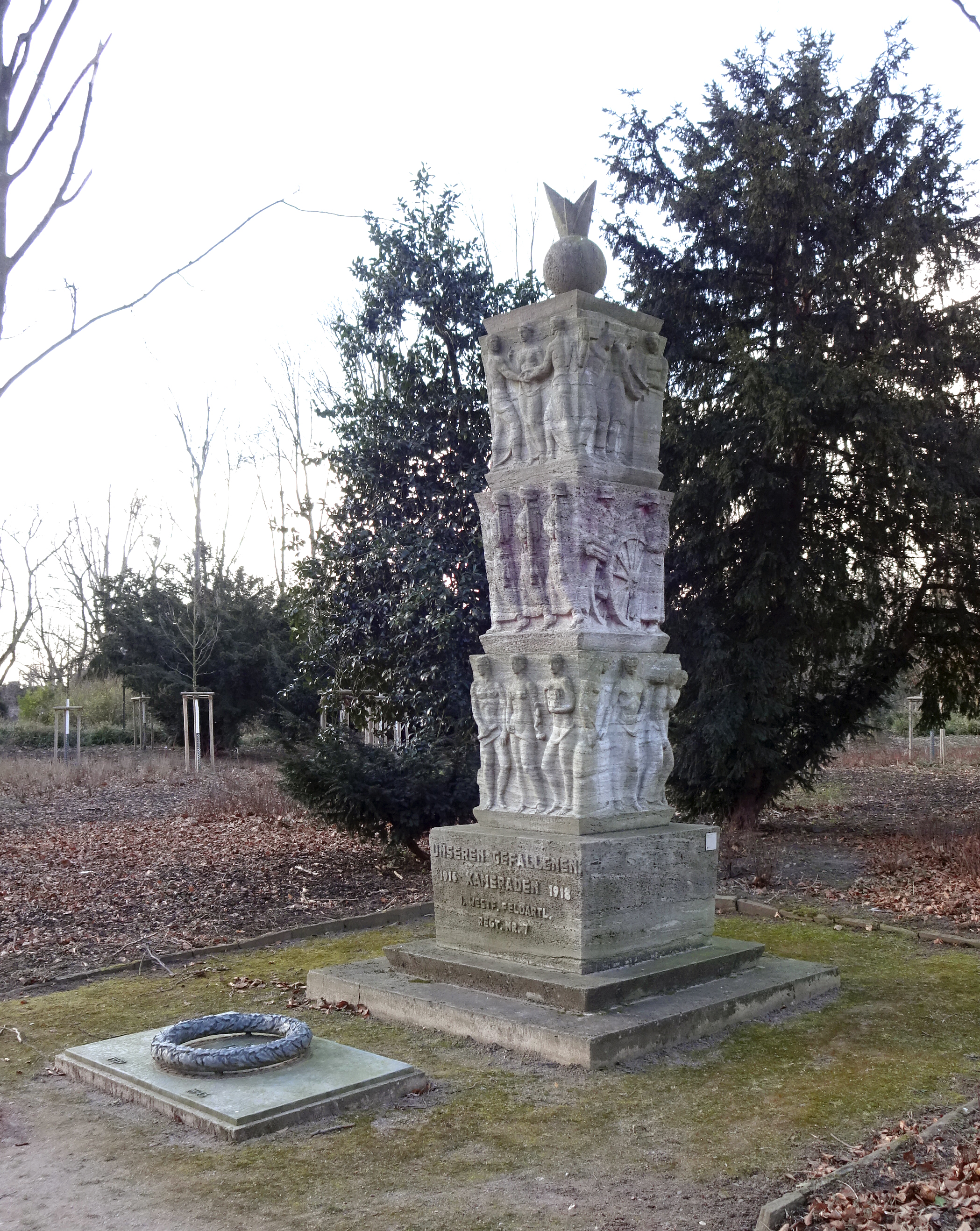
Ehrenmal des 1. Westfälischen Feld-Artillerie-Regiments Nr. 7 und Bronzeplatte mit Lorbeerkranz von Rudolf Christian Baisch für die gefallenen Soldaten des Artillerie-Regiments Nr. 26 im Hofgarten Düsseldorf (mit Julius Stobbe und Conrad Peter Bergmann), 1928
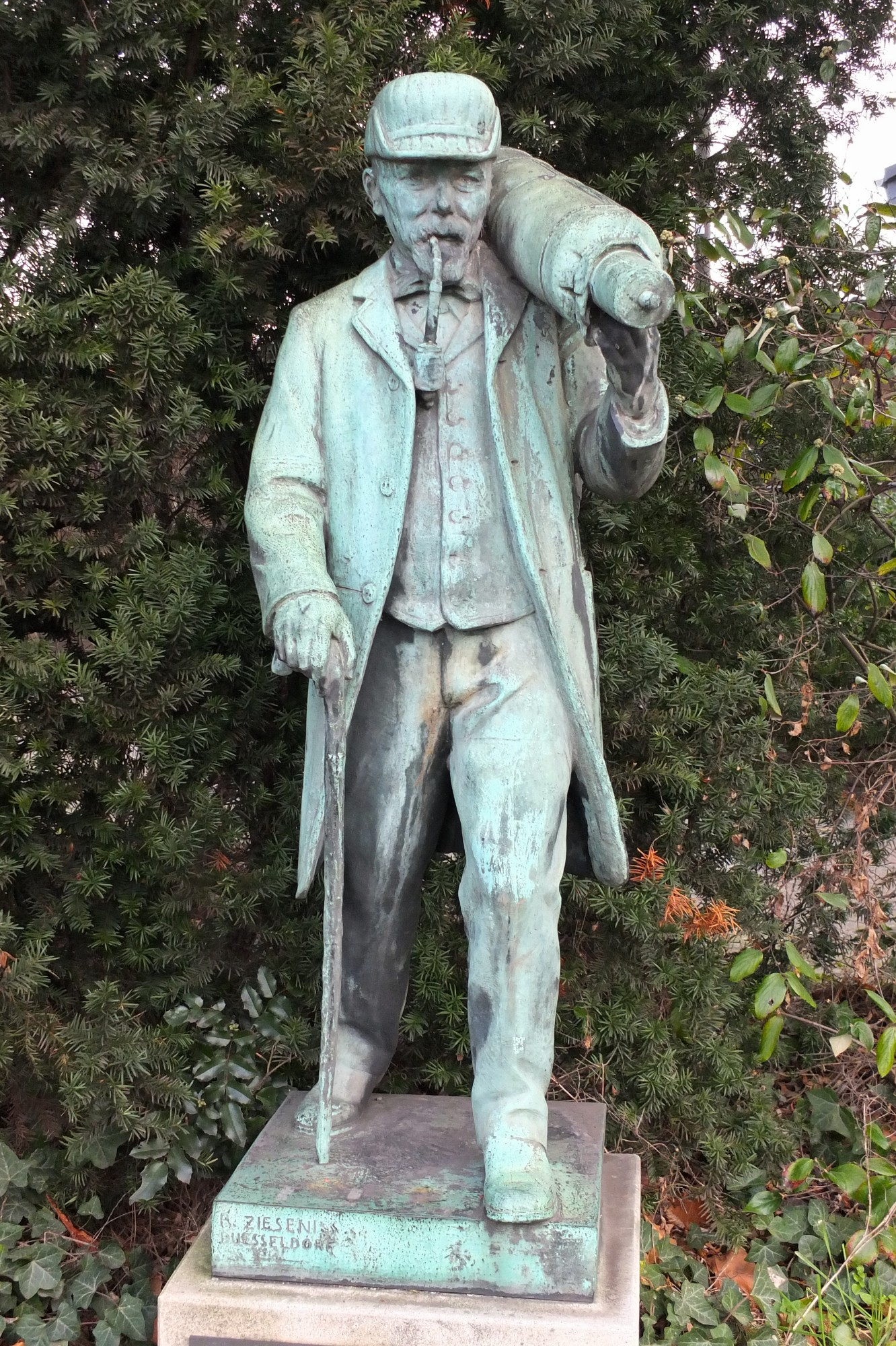
Der letzte Handweber, Bronzeskulptur an der Hochdahler Straße in Hilden, 1929
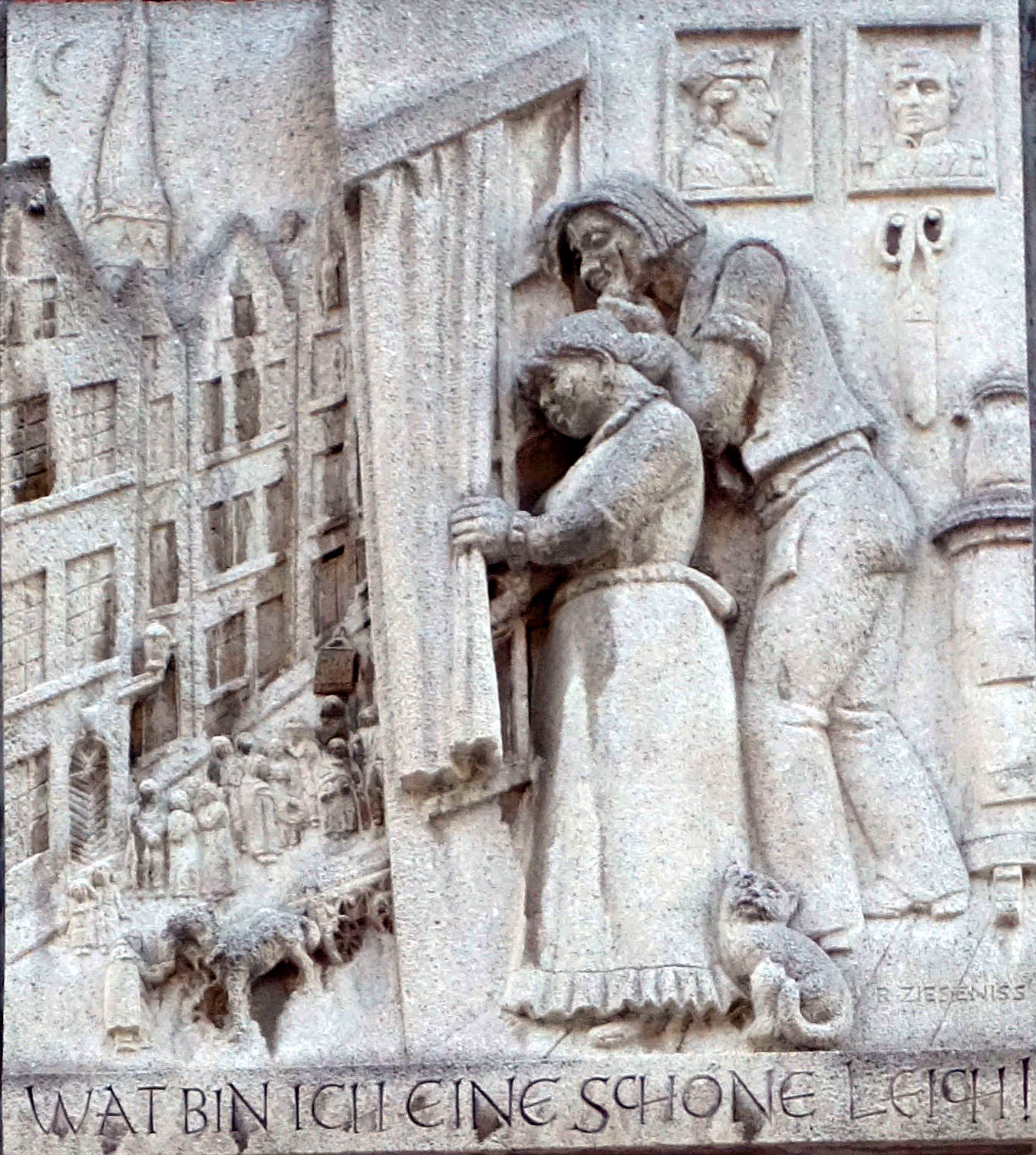
Wat bin ich eine schöne Leich! Relief an der Ecke Schneider-Wibbel-Gasse/Bolkerstraße in Düsseldorf-Altstadt, 1956
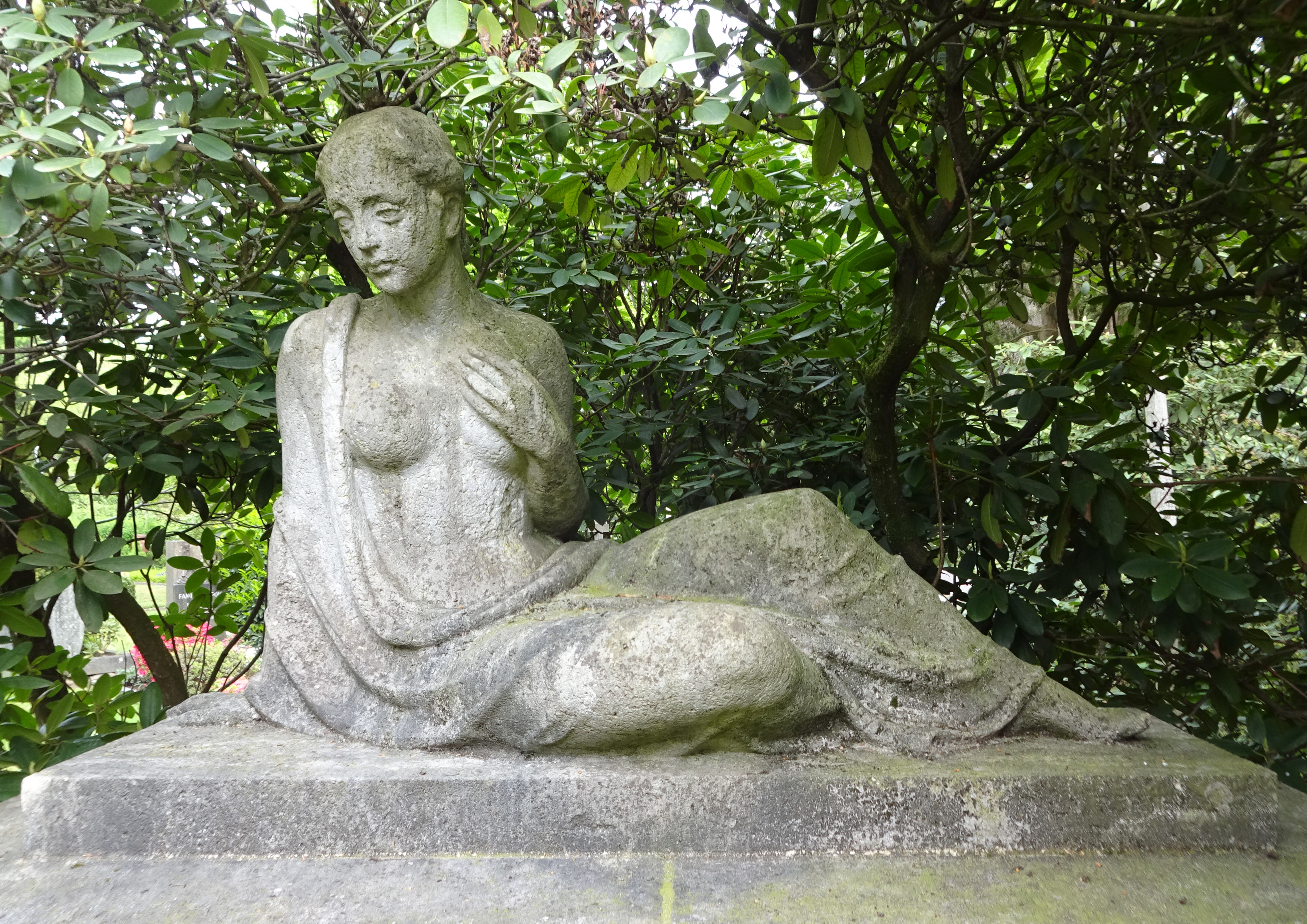
Weiblicher Akt, Grabstätte Schade Thörner, Düsseldorfer Nordfriedhof
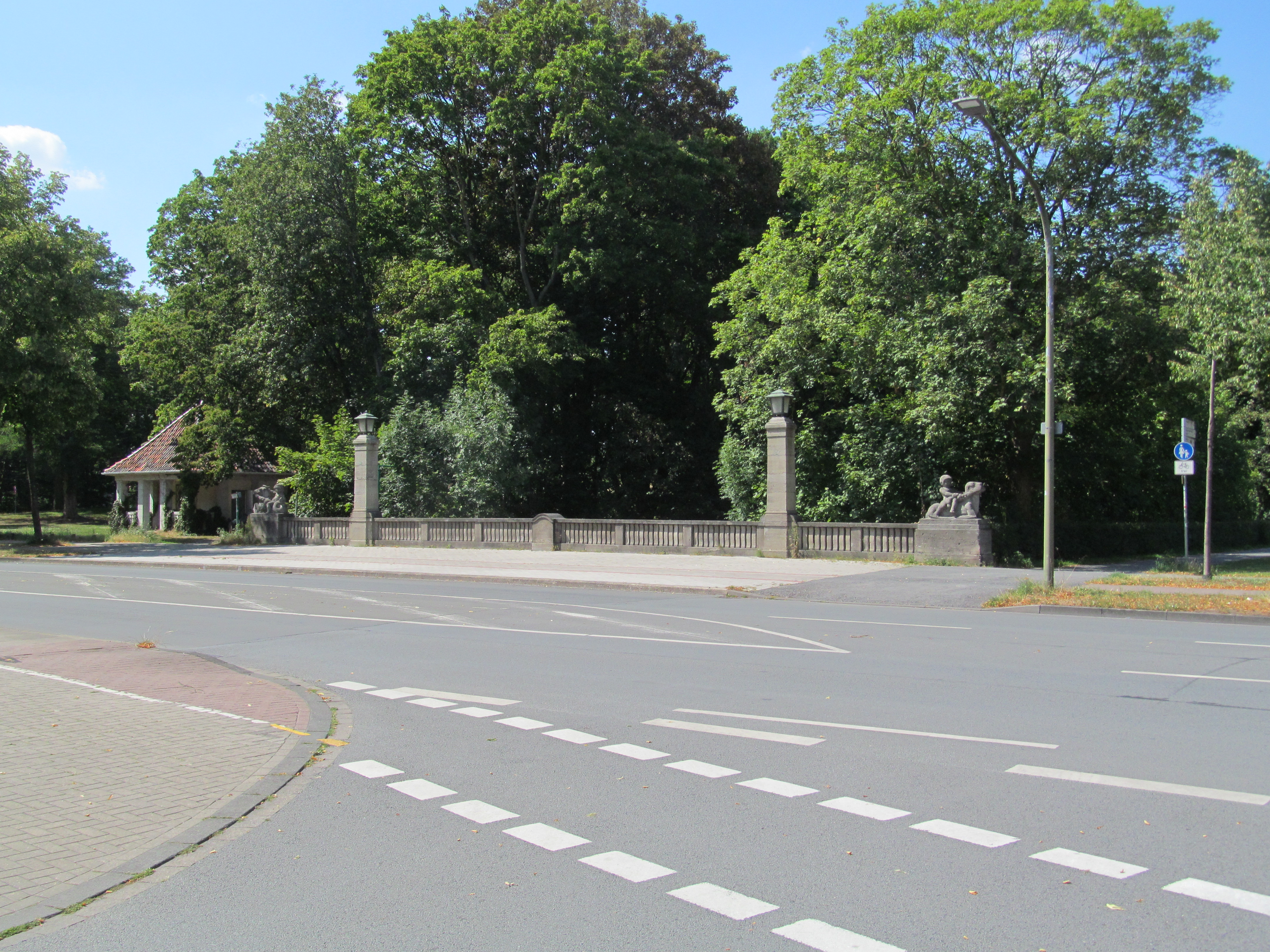
Bauplastik der Brücke der Ostenallee über die Ahse in Hamm